# Ганс в счастье

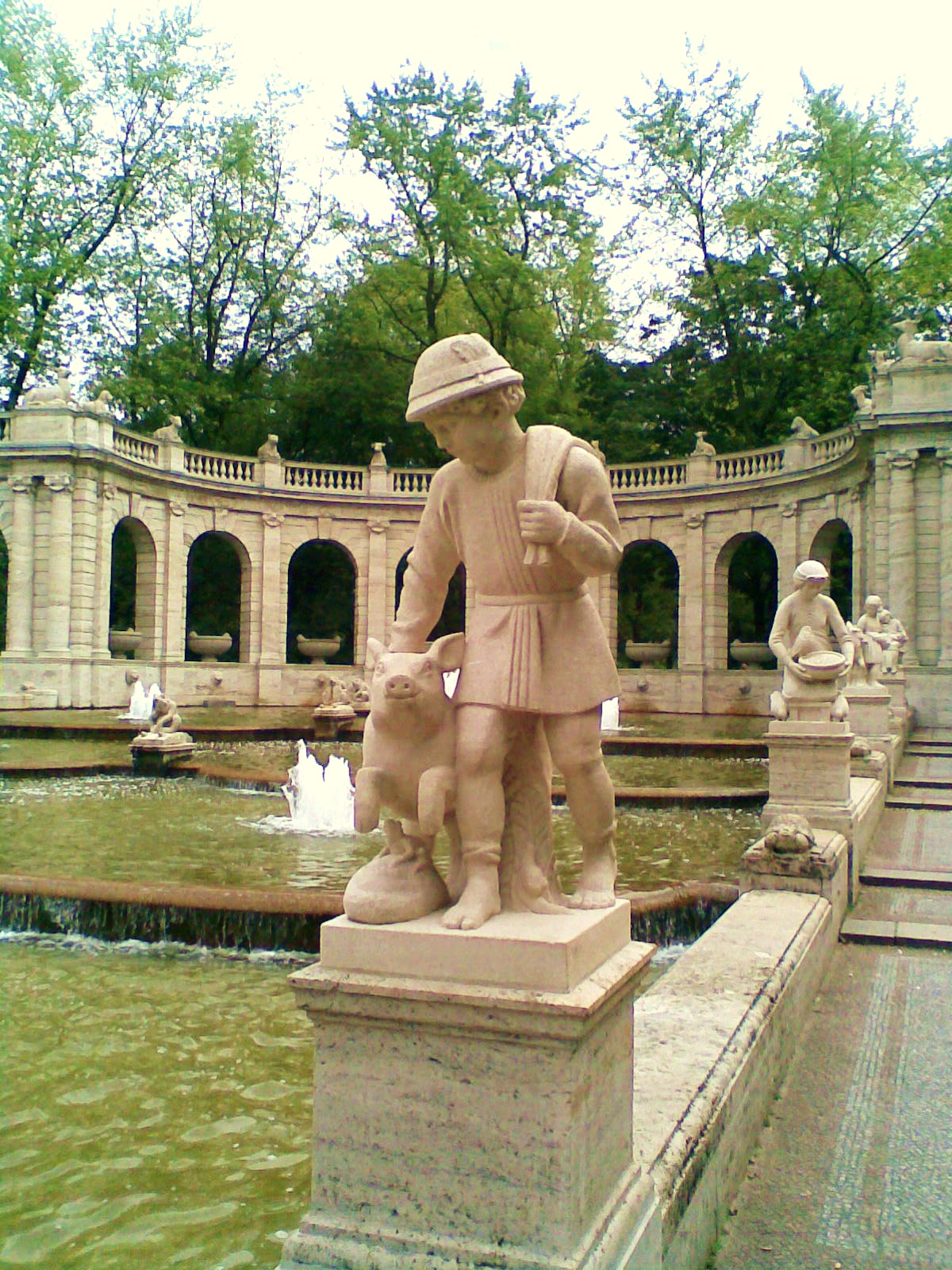
Счастливый Ганс. Скульптор — Игнатиус Ташнер. Фонтан сказок в берлинском парке Фридрихсхайн

Ганс в счастье, также Счастливый Ганс (нем. Hans im Glück) — немецкая сказка из второго издания-сборника братьев Гримм, вышедшего в 1820 году (KHM 83). По литературному жанру представляет собой средневековый шванк (ATU 1415). Источником для братьев Гримм послужила публикация Августа Вернике в одном из литературных журналов в 1819 году.

## Сюжет

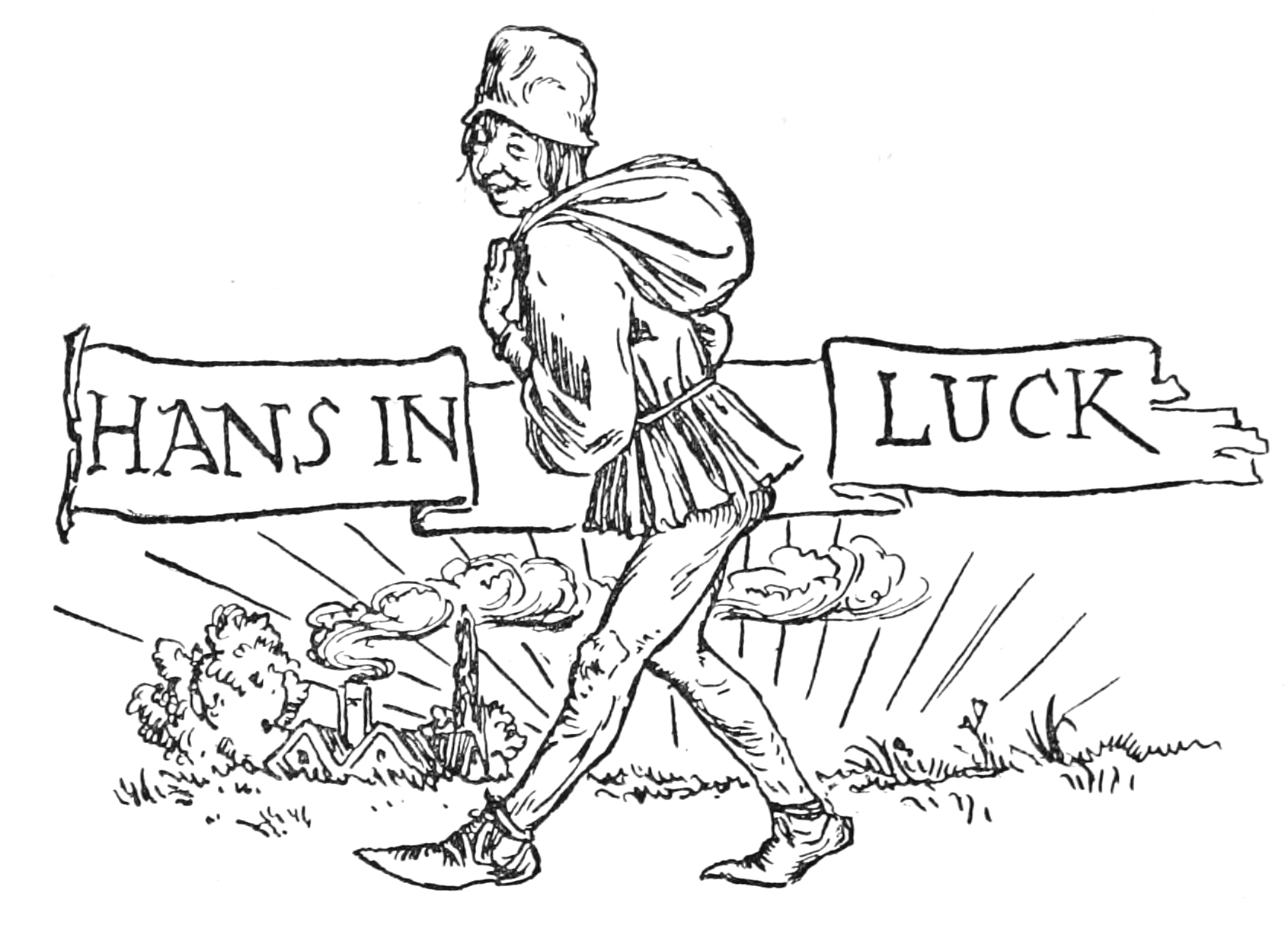
Иллюстрация английского художника и дизайнера Роберта Энни Белла. 1912 год

В течение 7 лет работал Ганс на своего хозяина, и за усердный труд, исполнительность и добрый характер был вознаграждён слитком золота, величиной с голову самого Ганса. И с этим золотом отправился Ганс домой, к своей матушке. Путь был неблизкий, день жаркий, слиток тяжёлый. И повстречался ему по пути всадник на добром коне. Позавидовал Ганс ему — мол, не нужно топать по пыльной дороге, сбивать башмаки, да и слиток оттягивает больно плечи! Всадник сжалился над беднягой и предложил поменяться: Ганс ему золото, а взамен получит коня. Обрадовался Ганс, быстро вскочил в седло, и на прощание услышал: «Если захочешь ехать быстро — то только прищёлкни языком да скажи „гоп-гоп“». Ну а кто же не хочет быстро ехать? Но, видимо, Ганс перестарался, щёлкая языком, потому что вскоре оказался лежащим в канаве, а конь чуть не ускакал прочь. Выручил его крестьянин, ведший по сельской дороге корову. Он-то коня и поймал. Увидел корову Ганс и подумал: «Ну зачем мне такой конь? Совсем другое дело — корова. Она спокойное животное, не убегает, да и сытым я при ней всегда буду». И поменял крестьянину коня на корову. На радостях от такой удачи зашёл Ганс в придорожную корчму и съел там то, что запас себе в дорогу, а на последние 2 грошика выпил пол-кружки пива. Выйдя с коровой в поле, парень понял, что путь ему до дома ещё неблизкий, а солнце жарит немилосердно. Зайдя в это поле, измученный жаждой Ганс решил напиться молока и попробовал подоить корову. Но так как он никогда этим раньше не занимался, корове не понравились его манёвры вокруг её вымени, и она лягнула Ганса задней ногой, да прямо в голову. Тут расхотелось Гансу иметь корову, несмотря на все её сливки, масло и молоко. В этом настроении нашёл его в поле мясник с поросёнком на привязи. Рассказал ему Ганс о своих приключениях. Говорит мясник: «Наверное, это корова яловая, и молока больше от неё не дождёшься. Она, старушка, годится только или в упряжь, или на мясо. Но если ты хочешь — могу, так уж и быть — сменять тебе поросёнка на неё». Обрадовался Ганс: «Ну зачем мне эта корова, да ещё и старая! Мясо у неё, наверное, невкусное и жёсткое. То ли дело свинина, ещё и колбас можно наделать!». И с радостью поменялся. Долго ли, коротко — идёт навстречу Гансу молодой человек с гусем в руках. Поравнялись они, и Ганс со скуки рассказал ему свою историю — как он получил в уплату за 7 лет работы золотой слиток, как потом поменял его успешно на коня, и так далее. И как ему, Гансу, в дороге везло на добрых людей и удачные сделки. Встречный выслушал его и ответил: «Дружок, а ведь ты с этим поросёнком можешь попасть в беду. Я как раз слыхал, что у соседского старосты недавно украли свинью, и он уже выслал погоню. Как бы этот твой поросёнок не оказался тем самым!». Испугался Ганс, и начал просить парня выручить его из беды — взять себе свинью взамен гуся. Тот для виду поломался, но — так и быть — согласился. Ганс был счастлив — гусь казался таким жирным и толстым. Какое отличное жаркое из него получится! А какой замечательный у него пух! Если набить им подушку, то будет отличный подарок для матушки! Войдя в последнюю перед своей родиной деревушку Ганс вдруг увидел посреди сельской площади точильщика, весело напевавшего какой-то мотив. «Вот у кого жизнь счастливая» — подумал юноша — «Ходи себе из деревни в деревню да точи ножи-ножницы». Точильщик всё это тут же подтвердил, добавив, что у них, точильщиков, и деньжата всегда позванивают в кармане. «А делов-то всего — точи себе да шлифуй, да песенки пой!». И решил Ганс, что это занятие как раз для него. Точильщик же предложил ему поменять гуся на тяжеленный точильный камень, и в придачу ещё дал Гансу булыжник, валявшийся на дороге, чтобы «распрямлять гвозди». Отправился Ганс с обеими тяжеленными каменьями дальше, да так устал, что остановился возле колодца, чтобы передохнуть. Положил оба камня на край колодца и потянулся рукой к воде, чтобы напиться. Да, видно, сделал это как-то неловко, потому, что столкнул обе каменюки в воду, и они утонули. Посидел Ганс ещё немного возле колодца, думая: «Вот ведь как удачно вышло с этими камнями! Тащить их и дальше мне было слишком тяжело, выкинуть было жалко, а тут счастливый случай сам меня от них избавил!». И, радостный, зашагал к своему дому.

## Стиль
Каждый из следующих один за другим обменов, производимых Гансом, несмотря на их явную убыточность, сопровождается его высказываниями и мечтаниями позитивного свойства, оценками, которые должны вызвать у читателя хорошее настроение. Сказка-шванк также начинается не с часто встречающегося у братьев Гримм вступления «Однажды…» или подобного ему эквивалента.

## Интерпретации
Сказка выражает различные, распространённые не только в Германии, «народные мудрости» типа «Простой человек всегда счастлив», «Не в деньгах счастье», «Свобода дороже денег» и т. п. С другой стороны, сказка является иллюстрацией латинского парадокса Себастьяна Бранта — «mundus vult decipi» — «Мир желает быть обманутым». Поведение Ганса, его действия противоречат любой логике, что дезориентирует читателя. Немецкий философ Вольфдитрих Зигмунд считает, что Ганс в счастье предупреждает читателя не вступать в различные сомнительные сделки, и в то же время помогает ему воспринимать неизбежные жизненные неудачи и разочарования как утешение и поиски смыслов в человеческой Судьбе. Вильгельм Зальбер указывает на мотив неизбежного возвращения Домой, к своим истокам. Американо-германский философ Людвиг Маркузе по материалам сказки пишет свою работу «Философия счастья» (Philosophie des Glücks.).
Из деятелей культуры вне Германии, работавших над образами этой сказки, следует отметить датского писателя, лауреата Нобелевской премии в области литературы (1917) Хенрика Понтоппидана, написавшего многотомную трагическую сагу «Ганс в счастье» (1898—1904), советского артиста цирка Олега Попова, использовавшего её в своих репризах. В детской серии Яноша (Janosch) Ганс — олицетворение оптимизма, принимающего гротескные формы (когда от него сбежал гусь, Ганс радуется, что он взял у хозяина всего одного; когда он на войне теряет ногу, то рад тому, что не обе и т. п.)
Сказка «Ганс в счастье» нашла также многочисленные отражения в кинематографии, музыке и литературе.

## Фильмография (избранное)
- 1936: Hans im Glück (1936), постановка режиссёров Роберта Херлта и Вальтера Рёрига.
- 1949: Hans im Glück (1949), фильм-мюзикл, режиссёр Петер Хамель. В ролях Гуннар Мёллер, Эрих Понто, Гертруда Кюкельман, Берро Брем.
- 1956: Hans im Glück, черно-белый телесериал
- 1976: Hans im Glück, телевизионный фильм из современной жизни на сюжет из сказки. Режиссёр Вольфганг Петерсен, в главной роли Юрген Прохнов
- 2006: «Ганс в счастье — Обмен в сказочном лесу» (Hans im Glück — Tauschrausch im Märchenwald), комедийный короткометражный фильм из сказочной серии немецкого канала PRO7
- 2015: Hans im Glück (2015), один из четырёх рождественских фильмов-сказок, показанных на канале ARD.

## Музыка
- Композитор Роланд Цосс в 2004 году воплощает сказку в швейцарской песенной композиции на сказочные темы «Лидермерли» (Liedermärli).

## Дополнения
В Германии имеется обширная сеть кафе-ресторанов быстрого питания «Счастливый Ганс» (на 2018 год — 59 филиалов). Имеет также отделения в Австрии, Швейцарии и в Сингапуре.

## Галерея

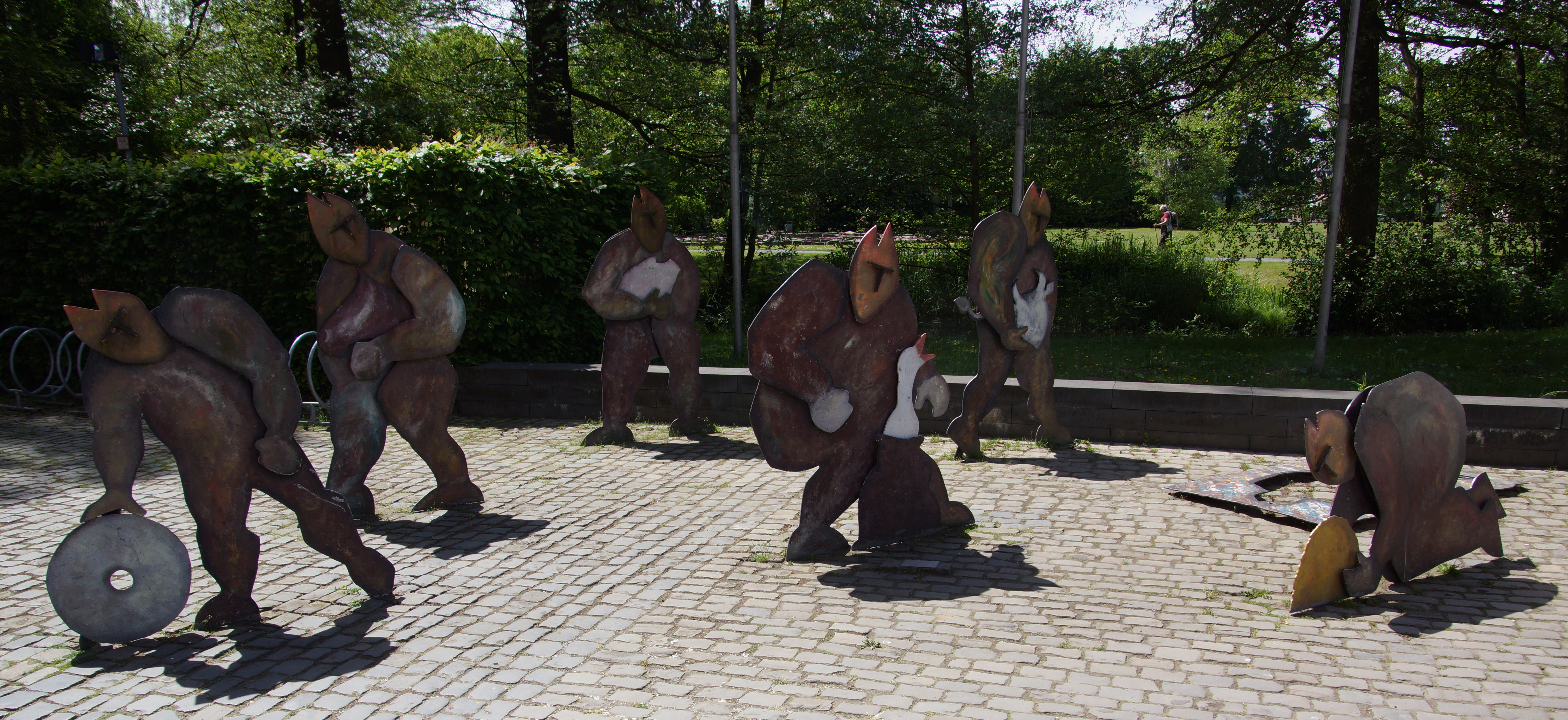
Cкульптурная группа «Ганс в счастье» работы Михаэля Зёнксена (1990), замок Виссем
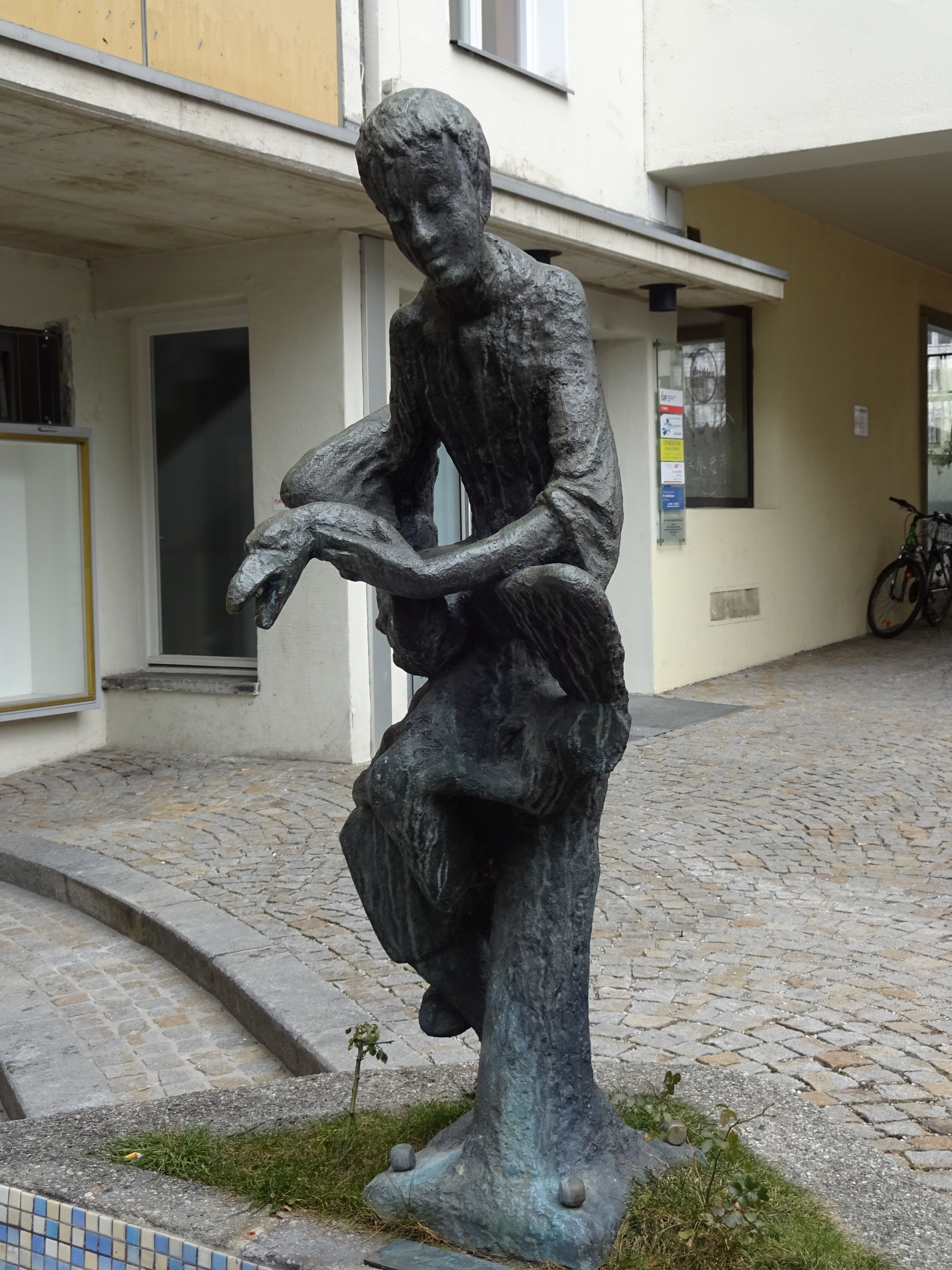
Источник «Ганс в счастье», Инсбрук
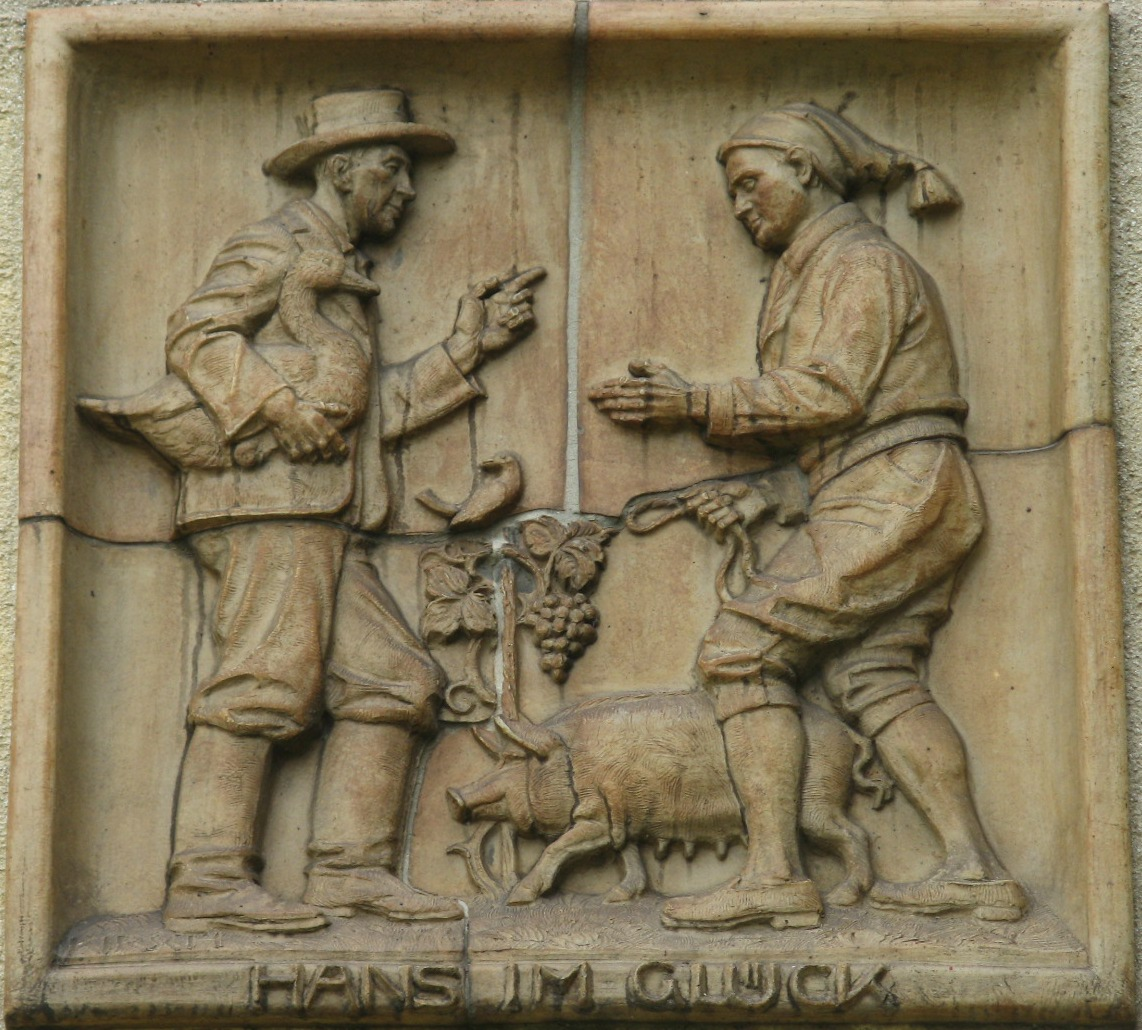
«Ганс в счастье», Вена